# کریم‌خان زند
محمدکریم‌خان زند (۱۱۱۹ ه‍.ق – ۱۳ صفر ۱۱۹۳) بنیان‌گذار دودمان زندیان بود که از ۱۷۵۱ تا ۱۷۷۹ میلادی بر اغلب نواحی ایران (به جز بخش‌هایی از خراسان و بلوچستان) و بر برخی از سرزمین‌های قفقاز نیز حکومت کرد و چند سال بصره را تحت سلطه داشت. او پیش از این، وکیل‌الدوله (نایب السلطنه) اسماعیل سوم، شاه اسمی دودمان سرنگون‌شدۀ صفویان، بود. وی توانست بعد از مرگ نادرشاه و تکه تکه شدن ایران، دوباره حکومت مرکزی را تشکیل دهد و تمامی مناطق جدایی طلب را سرکوب کند. برخی از کریم‌خان زند به عنوان «خوش‌نام‌ترین» و «نیکوترین» پادشاه ایران پس از اسلام یاد می‌کنند.
وی پیش از به قدرت رسیدن، رئیس طایفه زند و از فرماندهان سپاه نادرشاه بود. در هرج‌ومرج ناشی از کشته‌شدن نادرشاه، جانشینان او درگیری فراوانی بر سر قدرت نمودند. در این شرایط، ایران وارد مرحله‌ای از عدم ثبات سیاسی و اقتصادی شدیدی گردید و به دلیل خلع قدرت دولت مرکزی، خان‌ها و حکام نواحی طغیان نموده و در صدد کسب استقلال بیشتر یا رسیدن به منصب پادشاهی برآمدند. چندین نفر به‌مدت کوتاهی به‌عنوان شاه ایران سلطنت کردند. احمدشاه درانی از سرداران افغان نادر در شرق ایران، میر نصیر خان احمدزئی از سرداران بلوچ نادر شاه در بلوچستان، محمدحسن‌خان قاجار در استرآباد و آزادخان افغان در نواحی شمال ایران و علیمردان خان چهارلنگ در نواحی بختیاری در صدد تشکیل حکومت و کسب قدرت بودند. در میان این آشفتگی‌ها، کریم‌خان از طایفهٔ زند نیز به لرستان بازگشت که خاستگاه‌شان بود. زند نیز به دنبال چنین هدفی بود. او تویسرکان و کزاز را تصرف کرد و توانست مهرعلی‌خان تکّلو، حاکم همدان، و حسنعلی خان، حاکم اردلان، را شکست دهد و حامیانی پیدا کند.
کریم‌خان پس از پیروزی‌های متعدد و کسب آوازه با علی‌مردان خان بختیاری متحد شد و بنا بر پیشنهاد علی‌مردان‌خان تصمیم گرفتند به ابوالفتح‌خان بختیاری، حاکم اصفهان و عراق، که منصوب شاهرخ‌میرزا افشار بود، حمله کرده و او را شکست دهند. آن‌ها توانستند ابوالفتح را شکست دهند اما پس از این پیروزی پیمان اتحاد سه جانبه‌ای منعقد نمودند تا برای نجات ایران از هرج و مرج چاره‌ای بیندیشند. سپس نوه دختری شاه سلطان حسین یعنی شاه اسماعیل سوم را بر تخت نشاندند و مناصب را بین خود تقسیم کردند. علی‌مردان‌خان به علت سن کم شاه جدید، نایب السلطنه او، کریم‌خان زند سردار کل سپاه و ابوالفتح‌خان نیز حاکم اصفهان شد. بعد از این پیمان کریم‌خان عازم فتح نواحی غربی ایران گردید. هنگامی که وی مشغول فتوحات بود، علی‌مردان‌خان با استفاده از غیبت وی، ابوالفتح خان حاکم اصفهان را کور کرد و کشت و عمویش را حاکم اصفهان نمود و خود عازم دفع حاکم شیراز گشت. علی‌مردان‌خان خود را شاه واقعی ایران می‌دانست و اسماعیل سوم برایش آلت دستی بیش نبود.
کریم‌خان بعد از اطلاع از موضوع در یک شورای مشورتی با سرداران خود تصمیم گرفت با علی‌مردان‌خان بجنگد. او با ۳۰٬۰۰۰ سپاهی به اصفهان حمله برد و شهر را تصرف کرد. علی‌مردان‌خان هم که شیراز را تصرف و در آنجا ستم زیادی کرده بود بعد از اطلاع از این وقایع به سوی اصفهان حرکت کرد. خان زند نیز فوراً با سپاه خود راهی جنوب شد. در منطقه بازفت چهارمحال بختیاری دو سپاه رو به روی هم صف آراستند. در آن نبرد علی‌مردان‌خان مغلوب شد و با به جا گذاشتن کلیهٔ لوازم خود به خوزستان گریخت تا با کمک حاکم آنجا بتواند دوباره علیه کریم‌خان قد علم کند اما مدتی بعد توسط افراد کریمخان به ترور شد. برخی ایل‌ها همچون باجولوند و بیرانوند در شکل‌گیری حکومت به کریم‌خان کمک کرده و همراه وی به شیراز رفتند.
کریم‌خان توانست پس از فروپاشی حکومت نادرشاه افشار، تمام بخش‌های مرکزی، شمالی، غربی و جنوبی ایران را تحت حکومت خود درآورد. همچنین برادر وی، صادق‌خان زند، نیز موفق شد در سال ۱۱۸۹ ه‍.ق بصره را از امپراتوری عثمانی جدا کرده و به ایران پیوست نماید و از این طریق، نفوذ ایران را بر سراسر اروندرود، بحرین و جزایر جنوبی خلیج فارس مسلم گرداند. او در دوران اوج حکومت خود تقریباً بر تمام ایران حکومت می‌کرد اما از تاج‌گذاری خودداری نمود و پس از پیروزی بر محمدحسن خان قاجار در دیوانخانه قدیم تهران بارعام داد و خود را وکیل الرعایا خواند. حکومت او دوره‌ای آرام در تاریخ ایران به‌شمار می‌رود. وی اجازه داد تا بعضی از اقوام ساکن شمال ایران مستقل از حکومت باقی بمانند و یکی از همان‌ها، آقامحمدخان از طایفهٔ قاجار، با شکست لطفعلی‌خان، دودمان زندیه را برانداخت. متحدان زندیه پس از انقراض سلسله زندیه به لرستان بازگشتند.

## تبار
پدر کریم‌خان زند، ایناق خان، از طایفهٔ زند و مادرش بیگم آغا زنگنه از ایل زنگنه بود. طایفه زند یکی از طوایف لر به‌شمار می‌رود. بر اساس دانشنامهٔ ایرانیکا، زندها از شاخهٔ لک هستند و لک‌ها بخشی از لرهای شمالی می‌باشند که در زاگرس داخلی و دشت‌های همدان زندگی می‌کردند و مرکز استقرارشان در روستاهای پری و کمازان نزدیک ملایر بوده است. این افراد عمدتاً به دامداری اشتغال داشتند. دانشنامه بریتانیکا کریم‌خان را حاکمی ایرانی از قبیله‌ای فروتن توصیف می‌کند اما به قومیت یا تعلق ایلی او اشاره‌ای نکرده است. برخی منابع مانند ناصر انقطاع در کتاب کریم خان زند و دانشنامهٔ جهان اسلام، زندها را از طوایف لک و شاخه‌ای از لر معرفی کرده‌اند. همچنین کتاب پیشینهٔ ایرانیان و دایرةالمعارف کردی کریم‌خان را متعلق به ایل لک می‌داند و در کتاب ایران نامک اشاره شده که او معمولاً به زبان لری یا فارسی سخن می‌گفت. دائرةالمعارف اسلامی زندها را شاخه‌ای از لرهای شمالی معرفی کرده‌است.
بر اساس منابع متعدد، زندها از مردم لر محسوب می‌شدند و در حدفاصل زاگرس و دشت‌های همدان به دامداری مشغول بودند. سید محمدعلی کشاورز صدر در کتاب عقاب کمازان آورده که خان‌های زند که سلسلهٔ زندیه را تشکیل دادند، خود را لر معرفی می‌کردند. تاریخ هیچ‌کس تألیف بنفشه حجازی که به بررسی جایگاه زن ایرانی در عصر افشاریه و زندیه می‌پردازد، کریمخان زند را از طوایف لک می‌داند. تاریخ مفصل اسلام نیز طایفهٔ کریم خان زند را شعبهٔ کوچکی از طایفهٔ لک و از ایل زند می‌داند. در کتاب کریم‌خان زند نیکوترین زمامدار تاریخ ایران آمده که زندها به دلیل عدم شهرت به لک معروف شدند و برخی منابع احتمال داده‌اند که در اصل کرد بوده باشند. منابع دیگری نیز همچنان به ذکر تفاوت میان زند و لک پرداخته‌اند، اما اتفاق نظر دربارهٔ منشأ لر بودن زندها وجود دارد.

## اوضاع ایران
در زمانی که سران سپاه قزلباش برای قتل نادرشاه متحد شده بودند، تصمیم داشتند پس از کشتن او بر افغان‌ها و ازبکان هجوم آورند و آن‌ها را نابود سازند. افغان‌ها از این تصمیم آگاه شده و احمدخان ابدالی، یکی از رؤسای افغان که سردار نادر و رئیس گارد محافظان وی بود، افغان‌ها را گرد آورد و راهی قندهار شد. او به‌سرعت هرات، مشهد، بخشی از هندوستان، پنجاب و کشمیر را تحت تصرف خود درآورد. احمدخان که به نام طایفهٔ مخصوصش احمدخان دُرانی نیز شناخته می‌شود، به‌عنوان بنیان‌گذار استقلال افغانستان شناخته می‌شود. یکی دیگر از سرداران افغان نادر، آزادخان از طایفهٔ غلجائی، در کردستان دست به شورش زد. او پس از سقوط دولت ابراهیم‌شاه، بر قلعهٔ ارومیه تسلط یافت و به گرجستان حمله کرد. پس از مذاکره و مصالحه با پادشاه گرجستان، توافق شد که رودخانهٔ ارس به‌عنوان مرز بین متصرفات آزادخان و پادشاه گرجستان تعیین شود.
شاهرخ در دوران سلطنت خود حکومت اصفهان را به ،ابوالفتح‌خان بختیاری سپرد. اما علی‌مردان خان، خانی دیگر از طایفهٔ بختیاری، بر ابوالفتح خان رشک برد. او پس از شکست از ابوالفتح‌خان، فراری شد و برای انتقام گرفتن به جمع‌آوری نیرو جهت تعرض به اصفهان مشغول گردید. در این زمان و با ضعف دولت افشاریه، مدعی دیگری نیز سر برآورد؛ محمدحسن‌خان قاجار که پدرش فتحعلی‌خان به دست نادرشاه و شاه تهماسب دوم کشته شده بود. محمدحسن‌خان که در تمام دوران قدرت نادر در دشت ترکستان سکونت داشت، چندین بار همراه ترکمانان به استرآباد حمله کرد، اما مغلوب شد. پس از قتل نادر، او به سواحل دریای خزر آمد و در آن ناحیه به توسعهٔ قدرت خود و جمع‌آوری یاران پرداخت و توانست جمعیت زیادی از ترکمنان و قاجارها را گرد خود جمع کند.

## ظهور کریم‌خان

زادگاه وکیل الرعایا پری- ملایر

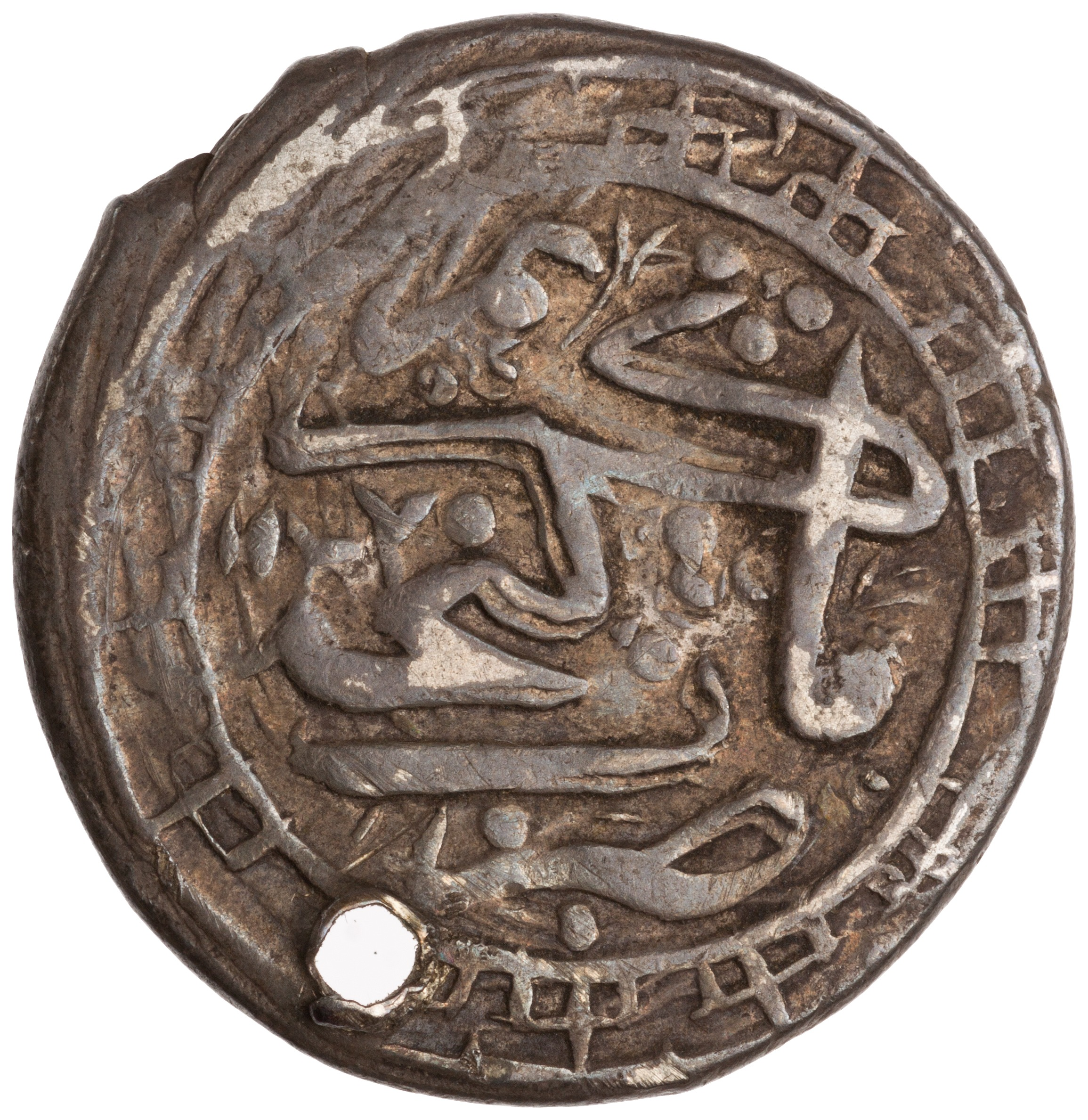
روی سکه نقره دوره کریم خان زند ضرب شده در گنجه

کریم‌خان از تیرهٔ زند بگله بود. تیرهٔ زند بگله مهم‌ترین تیرهٔ طایفه زند به حساب می‌آمده است. طایفهٔ زند گروهی بودند با زندگی شبانی که از اراضی دامنهٔ زاگرس به دهستان پری و کمازان در نزدیکی ملایر کوچ کرده بودند.» زندها شاخه‌ای از طوایف لر به حساب می‌آیند. احتمالاً از نواحی شمال لرستان کوچ کرده و به وسیله شاه عباس بزرگ در پیرامون ملایر و بروجرد اسکان داده شده‌اند. پدرش «ایناق خان» نام داشت و رئیس ایل بود. کریم‌خان در آغاز یکی از سربازان سپاه نادرشاه افشار بود که پس از مرگ نادر به محل زندگی ایل خود بازگشت.
در مورد دلاوری و پهلوانی زندیان در رستم التواریخ آورده شده است که سفیر روم (عثمانی) در هنگام مراجعه به ایران جهت دیدار با کریم‌خان زند پهلوانی را با خود به شیراز آورده و پهلوان نیز به نام آغاسی هماورد جهت مبارزه دعوت می‌کرد و به اصطلاح عامیانه جهت پهلوان‌های ایران کری می‌خواند که کلبعلی خان زند فرزند شیخعلی خان زند به فرمان کریم‌خان زند با او گلاویز شده چنان او را در زمین کوبید که جان خود را از دست داد و سفیر روم در این موقع رو به کریم‌خان کرد و گفت پهلوان روم دلیرترین پهلوان کشورم بود و در واقع هماوردی نداشت آیا پهلوان‌های دیگری هم دارید و کریم‌خان زند هم خطاب به او گفت تمام ۳۰ تا ۴۰ هزار سرباز من همین‌طور هستند. ایل زند که اصلاً در یکی از مضافات ملایر اقامت داشتند در ایام تسلط عثمانی‌ها بر مغرب ایران در عهد افغانان گاهی بر ترکان می‌تاختند و زمانی بر افغانان. نادر پس از بیرون کردن این دو طایفه از ایران زندیه را سرکوب نمود و جمع کثیری از ایشان را به همراه ایل چگنی به خاک دره گز خراسان کوچ داد و آنان را در مقابل مساکن ترکمنان حوالی ابیورد نشاند.
در زمان عادل شاه، زندیه به خیال مراجعت اوطان اصلی اختیار خود را به دست یکی از سپاهیان قدیم نادری که کریم توشمال نام داشت سپردند. کریم به یاری برادر خود صادق، زندیه را با وجود تعرضات اردوی علی شاه به خاک ملایر برگرداند و در این ایام ریاست ایل زند به عهده کریم‌خان نهاده شد.
زمانی که ابراهیم شاه بر برادر خود عادل شاه عاصی شده بود، کریم‌خان به دعوت او مأمور سرکوبی بعضی از ایلات یاغی عراق شد و در ازاء این خدمت از ابراهیم شاه تحفه و هدایایی یافت و پیش از پیش مشهور گردید.
علی مردان خان بختیاری که به شکست او از ابوالفتح خان اشاره کردیم برای قلع حریف به کریم‌خان توسل جست. کریم‌خان و علی مردان خان، ابوالفتح خان را از اصفهان راندند و خود به این شهر داخل گردیدند. ابوالفتح خان هم جز تسلیم چاره‌ای نمی‌دید اطاعت رقبای غالب خود را گردن نهاد و سه خان لر در سال ۱۱۶۳ قمری در باب سلطنت ایران به مشورت پرداختند و تصمیم ایشان عاقبت بر آن قرار گرفت که یکی از دخترزادگان شاه سلطان حسین را به نام اسماعیل سوم به پادشاهی بردارند و علی مردان خان نایب السلطنه و کریم‌خان سردار سپاه و ابوالفتح خان والی اصفهان باشد. این سه مرد سوگند یاد کردند که باهم سلطنت شاه اسماعیل سوم را حفظ نمایند و هرکس پیمان شکست، دو تن دیگر به دفع او قیام نمایند.
کسی که از این عهد و پیمان سر پیچید، علی مردان خان بود چه او که از حسن توجه مردم به کریم‌خان در غیرت بود و اختیار تمام کارها را در دست خود می‌خواست و در غیاب کریم‌خان ابوالفتح خان را کشت و به آزار عیسویان جلفا پرداخت. کریم‌خان که در این تاریخ به دفع سرکشی به کردستان رفته بود، به اصفهان آمد و آن جا را گرفت و علی مردان خان به بختیاری پناه برد.
کریم‌خان پس از مغلوب نمودن علی مردان خان قدم در راه دفع بزرگ سلطنت ایران یعنی محمد حسن خان قاجار گذاشت و در مرحله اول گیلان را از تصرف او بیرون آورد و از آن جا به محاصره قلعه استرآباد شتافت و به دستیاری شیخ علی خان زند به این کار مشغول گردید.
در این حمله شیخ علی خان تاب مقاومت نیاورده، گریخت و چون کریم‌خان هم شنید که شاه اسماعیل سوم به محمدحسن خان قاجار پناه جسته از عهده فتح استرآباد برنیامد و منهزم به تهران بازگشت و اطلاع یافت که علی مردان خان هم با آزادخان افغان ضد او طرح اتحاد ریخته و زحمت دیگری نیز جهت او از این رهگذر ایجاد شده است.
کریم‌خان به سرعت به کرمانشاه رفت و علی مردان خان را که در آنجا بود شکستی فاحش داد و آزادخان از در امان خواهی درآمد، کریم‌خان مسئول او را اجابت ننمود و به جنگ او شتافت، لیکن مغلوب و به فارس فراری شد و آزادخان مادر کریم‌خان و شیخ علی خان را به اسیری گرفت و به اصفهان آورد و در قمشه بار دیگر کریم‌خان را شکست داد و خان زند به لرستان منهزم گردید که سایر ایلات لر به یاری کریم‌خان شتافتند، و پس از تهیهٔ یارانی تازه از آن جا عازم فارس گردید و در همین ایام بود که علی مردان خان هم به دست یکی از یاران خود به قتل رسید.
آزادخان افغان برای دفع کریم‌خان از اصفهان رهسپار فارس گردید و کُتَل کمارج در سر راه بوشهر با او روبرو شد. کریم‌خان در این محل آزادخان را به سختی مغلوب نمود، و آزادخان شکست خورده به تاریخ ۱۱۶۶ قمری خود را به اصفهان رساند و چون دانست که محمد حسن خان قاجار هم از جانب شمال عازم اصفهان است، چاره را در ترک آن شهر دید و به آذربایجان رفت.
کریم‌خان پس از حصول این فتح، لار و گرمسیرات فارس را هم مطیع ساخت و پس از آن که از حرکت محمد حسن خان اطلاع یافت، شیخ علی خان زند را به جلوگیری او به سمت اصفهان فرستاد و خود به ترتیب امور فارس مشغول گردید.
شیخ علی خان از محمد حسن خان شکست خورد و کریم‌خان خود ناگزیر به آمدن به اصفهان شد، ولی این بار هم به دست خان قاجار مغلوب گردید و به ترک اصفهان و فرار به فارس مجبور گشت.
محمد حسن خان پس از فتح اصفهان عازم تسخیر فارس و تعقیب کریم‌خان بود، ولی چون شنید که آزادخان از آذربایجان به قصد او حرکت کرده، به گیلان عقب کشید و در این محل و در آذربایجان چندبار بر لشکریان آزادخان تاخت و او را مستأصل و به پناه جستن به کریم‌خان مجبور ساخت و آزادخان از این زمان به بعد دیگر از اهمیت و اعتبار افتاد.
در عقب‌نشینی محمد حسن خان، شیخ علی خان زند اصفهان را متصرف شد، اما محمد حسن خان بعد از مقهور ساختن آذربایجان بار دیگر زندیه را از آنجا راند و خود بر آن جا استیلا یافت.

## شکست محمدحسن خان قاجار

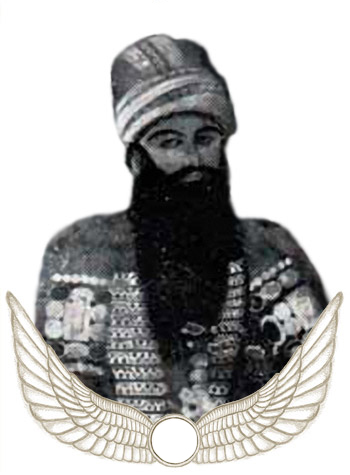
محمد حسن خان قاجار

چون علی مردان خان و آزادخان از میان رفتند، تاج و تخت ایران دو مدعی معتبر دیگر بیشتر نداشت، یکی محمد حسن خان قاجار که بر سواحل خزر و شمال ایران تا اصفهان مستولی بود و دیگری خان زند که بر فارس و قسمتی از ایران غربی حکم داشت.
در سال ۱۱۷۱ قمری محمد حسن خان برای از میان بردن رقیب به شیراز لشکر کشید و آن جا را در محاصره گرفت. کریم‌خان بر اثر مساعدت مردم و شجاعت‌های شیخ علی خان زند اردوی قاجار را بالاخره از پا درآورد و محمد حسن خان مغلوب و به اصفهان برگشت و چون به علت بدرفتاری کسان او به مردم این شهر، اقامت در آنجا را نیز مشکل دید به مازندران رفت و کریم‌خان با پیروزی تمام به اصفهان وارد گردید و چون می‌خواست کار محمد حسن خان را یکسره کند، فارس را به برادر خود صادق خان زند سپرد و از اصفهان به تهران آمد و از آنجا شیخ علی خان را روانه مازندران کرد.
شیخ علی خان زند در ورود به مازندران با طایفهٔ دیگر قاجاریه که نسبت به ایل تابع محمد حسن خان کینهٔ دیرینه داشتند، دست به یکی کرد و از ایشان محمدحسین خان قاجار دولو را که سابقاً از جانب محمد حسن خان حاکم اصفهان بود به خدمت خود درآورد و به یاری ایشان در نزدیکی اشرف با محمدحسن خان روبرو شد، محمدحسن خان در این جنگ شکست خورد و به سمت استرآباد رفت، در مازندران موقعی که می‌خواست از پلی بگذرد اسبش در گِل فرورفت، سبزعلی نام کُرد که ملازم قدیم او بود و تازه به خدمت شیخ علی خان درآمده بود با ده نفر سوار کُرد و محمد علی آقای دولو برادر محمدحسین خان دولو به او رسیده و چشم از حقوق دیرینه پوشیده و به ضرب شمشیر او را از پا درآورد و سر او را جدا کرده و پیش شیخ علی خان فرستاد و شیخ علی خان هم آن را به تهران نزد کریم‌خان فرستاد. کریم خان زند از مشاهدهٔ سر متأثر شد و دستور داد که آن را با گلاب شسته و به استرآباد فرستاده تا با بدنش در مقبرهٔ خانوادگی آن خاندان به خاک سپارند
پس از قتل محمد حسن خان قاجار، کسان طایفه و پسر مهتر او آغا محمدخان از ترس دشمنان خانوادگی به صحرای یموت نزد ترکمنان پناه جستند، ولی پس از چهار سال به پناه کریم‌خان آمدند و خان زند همه را در کنف حمایت خود گرفت.

## سلطنت کریم‌خان

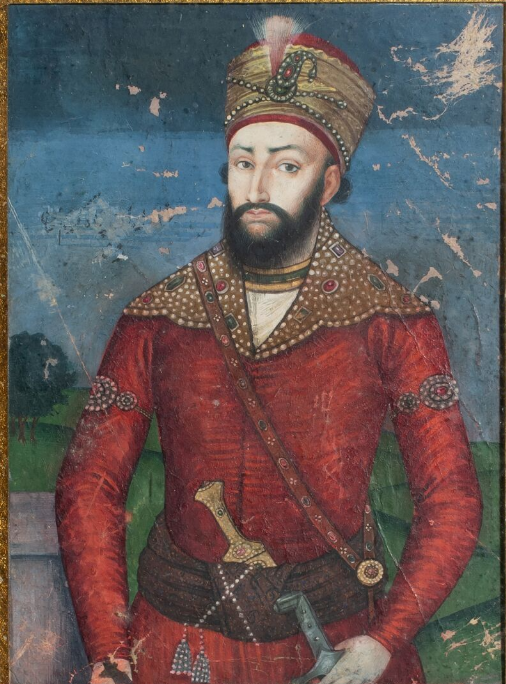
نگاره‌ای از کریم خان زند در تصویر عبارت «...ایران پناه؟کریم‌خان زند» نوشته شده است. (تصویر با گرگی‌خان حاکم گرجستان اشتباه گرفته نشود)

### نوروز خونین و قتل عام افغان‌ها
در سال۱۱۷۲ قمری کریم‌خان مراسم جشن نوروز را در تهران به جای آورد. کریم‌خان از بیم خیانت و توطئه افغان‌ها، دستور داد تا بقایای افغان‌ها را که پس از شکست آزاد خان افغان به سپاه محمد حسن خان پیوستند و بعد از شکست وی به خدمت کریم‌خان درآمدند، یکجا در روز اول عید به قتل آورند. کریم‌خان برای اجرای این اقدام آنان را از یکدیگر متفرق کرد، عده‌ای را به عنوان مأموریت به مازندران نزد ندرخان فرستاد و عده‌ای را به سمنان نزد زکی‌خان و جمعی را هم در تهران نگهداشت. کریم‌خان در کمال اختفا در این باب نامه به کلیه عمال خود فرستاده و روز اقدام را روز اول نوروز معین کرده بود. در تهران کریم‌خان سردارن افغان را به بهانه گرفتن خلعت نوروزی به نزد خود طلبید و آنان را در حضور خود به قتل رساند. زکی خان نیز همزمان در خارج شهر سمنان آنان را یکجا جمع کرد و ۱۹۰۰ نفر را کشت.به نوشته گلستانه در روز عید نوروز در تمام ایران ۹۰۰۰ نفر افغان کشته شدند و ثروت آنان از طرف مأموران دولتی ضبط گردید.

### شکست فتح علی خان افشار (آخرین مدعی تاج تخت)
بعد از قتل محمدحسن خان قاجار، کریم‌خان که در سال ۱۱۶۳ قمری ظهور کرده بود تقریباً بر تمام ایران به استثنای خراسان حکومت یافت و تا سال مرگ خود پیوسته این حال برقرار بود. کریم‌خان به پاس حق نعمت هیچ وقت متعرض خراسان که در دست شاهرخ میرزا نابینا بود نشد و شاهرخ تا آخر حیات با اسمی از سلطنت آن جا حکمرانی می‌کرد.
بعد از محمدحسن خان، کسی که به مخالفت با کریم‌خان برخاست فتحعلی خان افشار از سرداران نادرشاه بود که بر آذربایجان مسلط و ارومیه مرکز حکمرانی وی بود. کریم‌خان و شیخ‌علی خان به دفع او به ارومیه رفتند. شیخ‌علی خان از معرکه گریخت، ولی کریم‌خان مقاومت به خرج داد و فتحعلی خان افشار پس از عذرخواهی عفو شد و کمی بعد در نتیجهٔ سوء رفتاری که داشت به‌دست یکی از کسان خان به قتل رسید. شیخ‌علی خان زند که به فتوحات خود مغرور شده بود، در توطئه‌ای که برای قتل کریم‌خان در حین محاصرهٔ ارومیه شد دخالت داشت. وی به دستور کریم‌خان زند کور شد.

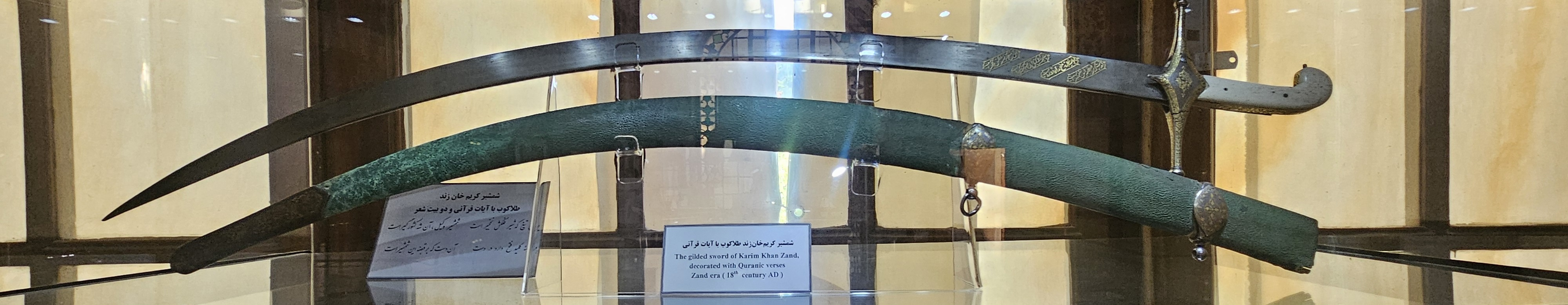
شمشیر کریم‌خان - طلاکوب با آیات قرآنی و دو بیت شعر (موزه پارس شیراز)

### جنگ با گرجی‌ها
جان. ری. پری چنین می‌نویسد: با این وجود کریم‌خان آشکار ساخت که آرزومند تسلط بر سرزمین کوهستانی بختیاری است. پس از پیروزی بلافاصله خراجی از تمام افراد مقیم و همسایهٔ بختیاری طلب کرد. گرجی‌های ساکن روستای «آخره» (فریدون‌شهر قدیم) از دادن خراج خودداری کردند و به اتفاق مردمان روستاهای گرجی‌نشین مجاورشان به مقاومت مسلحانه پرداختند. کریم‌خان نیز با قوای نظامی‌اش به آنان حمله کرد. بسیاری از دهقانان کشته و اسیر گردیدند و رهبران گرجی‌ها تیرباران شدند و خان زند با تعداد زیادی اسیر آنجا را ترک کرد.
کریم‌خان بعد از آن عازم اصفهان شد و در آنجا خود را وکیل الدوله نامید.
نویسندهٔ تاریخ گیتی گشای نامی در تاریخ زندیه از این واقعه با نهایت اختصار و اختفاء یاد می‌کند و در این خصوص تنها با جملهٔ «تدمیر سایر خصمان نژند» یاد کرده است.
احمد پناهی سمنانی در کتاب «لطفعلی خان زند» در مبحث جنبه‌های منفی حکومت کریم‌خان چنین می‌نویسد: «کشتار مردم سلحشور و مقاوم سیراوی (؟) در صفحات لرستان و خوزستان (فریدون‌شهر با هر دو استان مجاور است) که فرمان او را مبنی بر دادن سرباز و ملازم رکابی قبول نکردند و در جنگی نابرابر سران آن‌ها به قتل رسیدند و سرهای آنان را کلهٔ منار ساختند و اطفال و زنانشان را اسیر کردند … برخی از زنان نیز خود را از کوه به پایین پرتاب کردند تا به اسارت سربازان خدامراد خان سردار نظامی کریم‌خان نیفتند».
«... در سال ۱۷۷۷ یا ۱۷۷۸ درگذشت کریم‌خان بوربور که از سرداران همنام کریم‌خان بود بر شایعهٔ بیماری او دامن زد و موجب پیدایش آشفتگی‌هایی در میان لرها و بختیاری‌ها گردید و گرجی‌های ساکن غرب اصفهان غارت شدند …»
گرجی‌هایی که از این واقعه جان سالم به در بردند در نواحی متعدد متفرق شده و زندگی نوینی را در روستاهای اطراف پایه‌گذاری کردند، اما فریدون‌شهر مرکزیت خود را به عنوان میراث دار فرهنگ و زبان گرجی برای همیشه حفظ کرد. روستاهایی که گرجیان بدانجا رفته و زندگی جدید را بنا نهادند عبارتند از: روستاهای شعبهٔ جنوبی منطقهٔ فریدن، شامل: چغیورت، سیبک و نهضت‌آباد.

### نبرد با هلند و اوضاع جزایر خلیج فارس

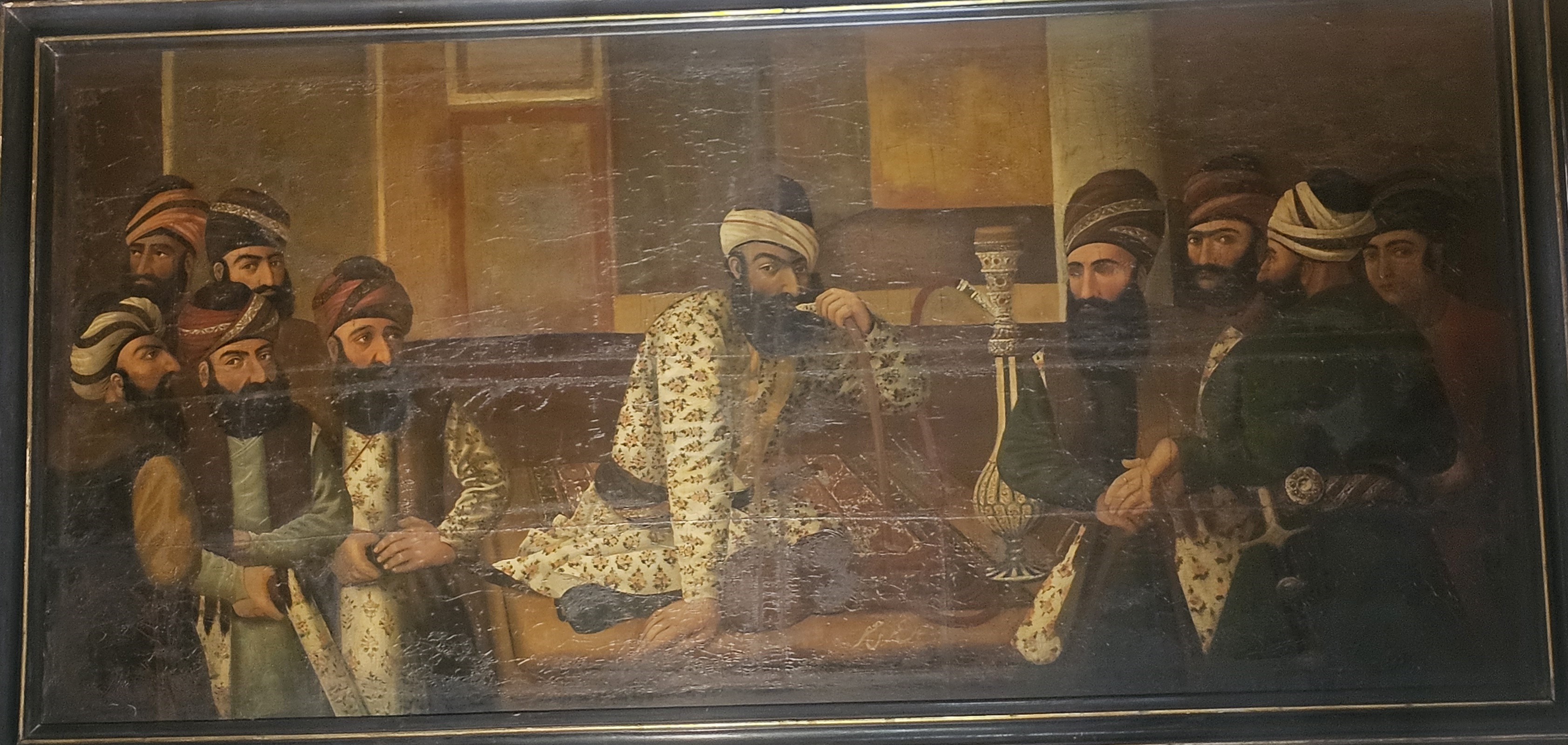
کریم‌خان زند احتمالا بین خویشاوندان یا فرماندهانش

در احوال افشاریه، نادرشاه به دست محمدتقی خان بیگلربیگی فارس و کلبعلی خان برادرزن خود عمان و مسقط را در سال ۱۱۵۶ به کلی مسخر ساخت ولی بین این دو سردار به زودی به هم خورد و محمد تقی خان، کلبعلی را کشت و بر نادر عاصی شد و نادر به دفع او پرداخت.
این اوضاع که با اختلال مزاج نادر و گرفتاری‌های او در جنگ‌های اخیر با عثمانی مصادف و به کشته شدن او منجر گردید ایران را از توجه به اوضاع جزایر و سواحل خلیج فارس غافل نمود و شیخ عمان به تدریج قدرت خود را در قسمت اعظم از سواحل جنوبی خلیج فارس برقرار کرد.
کریم‌خان با وجود نزدیکی پایتخت او به خلیج فارس به علت اشتغال به زد و خورد با مدعیان و خالی بودن از حس کشورگشایی و لشکرکشی چندان اعتنایی نسبت به جزایر و سواحل خلیج فارس نشان نداد جز یکی دو اقدام برای جلوگیری از تعدیات دزدان دریایی.
تجارت دریایی خلیج فارس در این اوقات در دست انگلیسی‌ها و هلندی‌ها می‌گشت و فرانسوی‌ها هم در این ایام با انگلیسی‌ها در حال جنگ بودند، در خلیج نیز مزاحم دشمنان خود می‌شدند چنان‌که در محرم ۱۱۷۳ قمری با چهار کشتی بندری به بندرعباس آمدند و دارالتجارهٔ انگلیسی‌ها را گلوله ریز کردند و پس از سوختن عمارت و غارت اشیاء پس از یازده روز از آنجا رفتند.
چهار سال بعد از این واقعه انگلیسی‌ها مرکز تجارت خود را از بندرعباس به بصره منتقل ساختند و این عمل بعد از آن که هلندی‌ها هم دارالتجارهٔ خود را از خاک ایران به خاک عثمانی انتقال داده بودند، صدمه بزرگی بود به تجارت خارجی ایران. کریم‌خان برای تلافی این حال انگلیسی‌ها را در سال ۱۱۷۷ قمریبه بوشهر برگرداند و به موجب فرمانی نمایندگان کمپانی هند شرقی انگلیس را به افتتاح دارالتجاره‌ای در این بندر واداشت و حق انحصار تجارت بوشهر را به ایشان واگذاشت. انگلیسی‌ها به این فرمان پشت گرم شده تجارت خانه خود را در بوشهر مفتوح ساختند و تا ۱۱۸۳ قمری در آن جا بودند، لیکن در این تاریخ باز به علت نا امنی داخلی و تعدیات شیوخ اطراف به بصره رفتند.
در سال ۱۱۶۷ قمری رئیس تجارت خانهٔ هلندی در بصره بارون کینپ هاوزن (kniphausen) جزیرهٔ خارگ را به تصرف خود درآورد و آن جا را مرکز صید و تجارت مروارید قرار داده و قلعه‌ای نظامی در آن جزیره ساخت.
شیخ بندر ریگ یعنی میر مهنا از اعراب رعیت ایران با اینکه چندبار بر کریم‌خان عاصی شده و خان زند به حرمت دامادش که در سلک خدمتگزاران زندیه می‌زیست از سر خون او درگذشته بود، در این ایام بر صادق خان والی فارس و برادر کریم‌خان شورید. صادق خان جمعی را به دستگیری میر مهنای بندر ریگی فرستاد و میر مهنا به جزیره خارگو گریخت و از آن جا که این جزیره آب شیرین نداشت به خارک حمله برد و در سال ۱۱۷۹ قمری پس از کشتن یا اسیر گرفتن سپاهیان هلندی آن جا را تحت استیلای خود درآورد و این تاریخ زمان ختم دورهٔ تسلط هلندی‌ها در خلیج فارس و سواحل و جزایر آن است.
بعد از این فتح، میر مهنا سخت مغرور و متعدی شد و به راهزنی و دزدی دریایی پرداخت. کریم‌خان، زکی خان برادر مادری خود را به دفع میر مهنا فرستاد. میرمهنا از جلوی زکی خان به بصره گریخت و در آن جا به قتل رسید و جزیره خارک و خرگو ضمیمه قلمرو کریم‌خان شد.
در سال ۱۱۸۰ کریم‌خان تصمیم گرفت که به عمان و مسقط لشکرکشی کند و به این خیال زکی خان را به بندرعباس فرستاد و والی هرمز را هم به یاری برادر واداشت. زکی خان از بندرعباس به هرمز رفت و در آن جا درصدد تعرض ناموسی نسبت به والی هرمز برآمد، والی مزبور هم زکی خان را در زندان انداخت و موضوع را به کریم‌خان اطلاع داد و به همین علت لشکرکشی به عمان صورت نگرفت.

### فتح بصره و شکست عثمانی

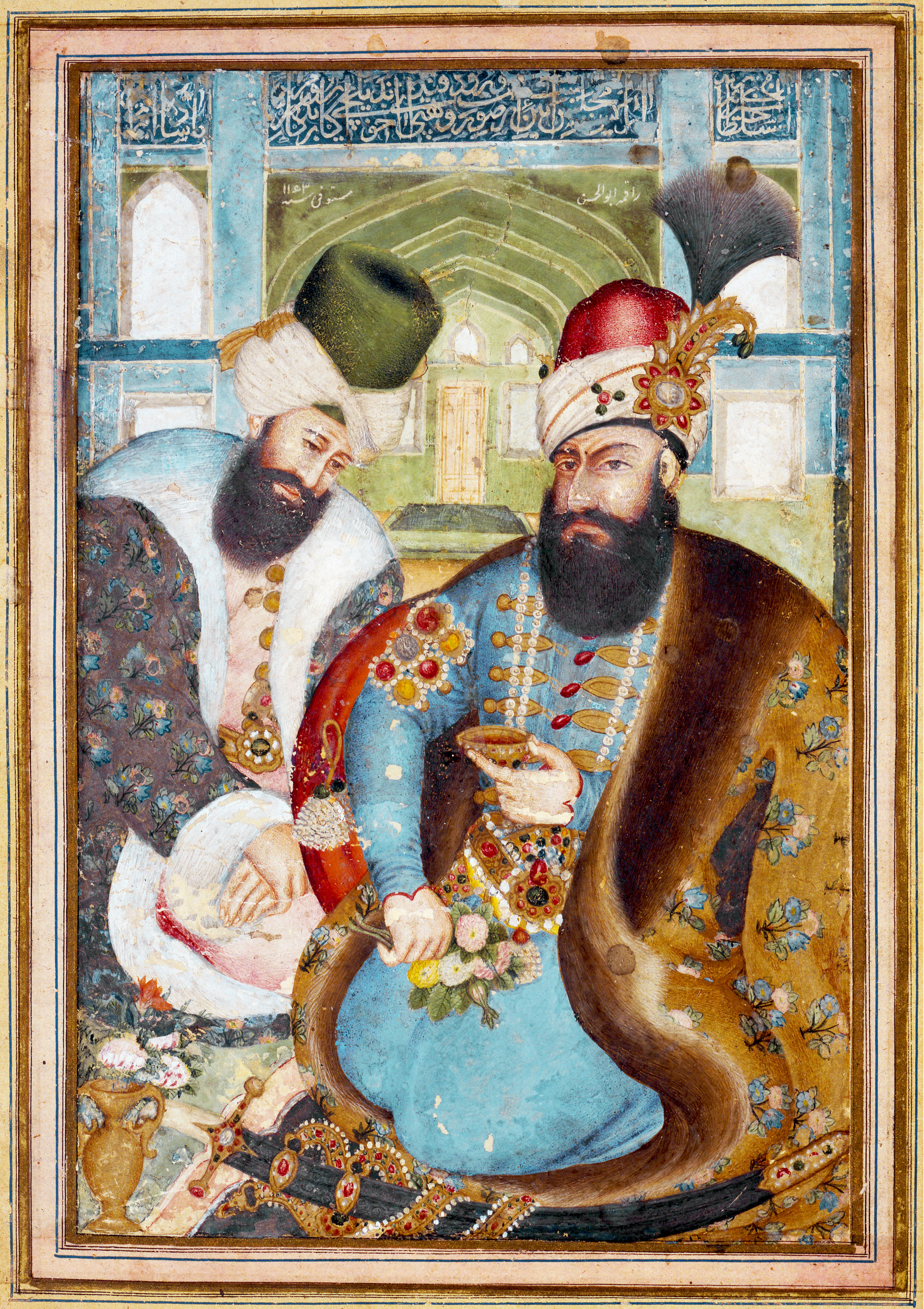
ابوالحسن مستوفی تصویری از کریم‌خان زند بنیان‌گذار خاندان زند در سال ۱۷۷۵ را به همراه سفیر عثمانی با چهره‌ای که چاپلوسانه به نظر می‌رسد، کشیده است.
کریم‌خان در تصویر یک خفتان از جنس طلا مزین به خز و دارای نقش گل‌هایی را پوشیده که در سده هجدهم در ایران رایج بوده است. وی در دست چپش جام شرابی به دست گرفته است و در دست راستش یک دسته گل رز با رنگ‌های گوناگون دارد که بسیار طبیعی کشیده شده است.
سفیر هم یک خفتان پوشیده است اما تزئینات خزش به رنگ سفید بوده و نقش گل‌هایش بر زمینه‌ای نقره‌ای کم‌ارزشتر قرار گرفته است. این خفتان احتمالاً یک خرقهٔ باشکوه بوده است که در آن لحظه از کریم‌خان هدیه گرفته بوده است.

پس از انتقال مرکز تجاری انگلیسی‌ها بار دوم به بصره، کریم‌خان مصمم شد که آن جا را مسخر سازد تا هم زهر چشمی از انگلیسی‌ها بگیرد و هم بصره را از رونق و اعتبار تجاری بیندازد و برای این کار سوءرفتار عثمانی‌ها را نسبت به زّوار ایرانی و بعضی امور جزئی دیگر را برای مداخله در خاک عثمانی بهانه قرار داد.
ابتدای کشمکش بین زندیه و عثمانی در اواخر عهد کریم‌خان بر سر حمایتی بود که خان زند از ولادت کردستان عثمانی می‌کرد و چون عمرپاشا والی بغداد پاشای تحت‌الحمایهٔ ایران از کردستان معزول ساخت، کریم‌خان، علی مرادخان زند خواهرزادهٔ خویش را به کردستان فرستاد. ابتدا فتح با زندیه بود، اما چون علی مرادخان در حین جنگ در حال مستی به دست ترکان افتاد، لشکریان بی سردارش منهزم شدند. عمرپاشا از ترس کریم‌خان، علی مرادخان را روانه ایران کرد. کریم‌خان می‌خواست او را بکشد، لیکن بالاخره به شفاعت صادق خان او را بخشود.
برای تلافی وهن این شکست، کریم‌خان سردار دیگری از زندیه را به کردستان روانه نمود و او عثمانیان را در این حدود مغلوب نمود و ضمناً از اولیای دولت عثمانی فرستادن سر عمرپاشا والی بغداد را خواست و قبل از آن که جواب این درخواست برسد در اواخر سال ۱۱۸۸ برادر خود صادق خان را با ۳۰۰۰۰ سپاهی به تنبیه سلیمان آقا حکمران بصره که با شیخ عمان ضد ایران معاونت می‌نمود فرستاد و در این سفر ناصرخان آل مذکور حکمران بوشهر و بحرین نیز از دریا با صادق خان یاری می‌کرد.
اردوی زندیه از خشکی و دریا در ماه صفر ۱۱۸۹ قمری بصره را در محاصره گرفتند. انگلیسی‌ها که می‌دانستند غرض عمدهٔ کریم‌خان از لشکرکشی به بصره دشمنی با ایشان است، دو کشتی جنگی خود را در اختیار سلیمان آقا گذاشتند و بعضی از اعراب خوزستان هم جانب عثمانی‌ها را گرفتند و دشمنان از راه خشکی و دریا کوشیدند که نگذارند قوای صادق خان و ناصرخان به یکدیگر اتصال و ارتباط حاصل کنند، لیکن این اقدامات نتیجه‌ای نداد و لشکریان صادق خان پس از فتح مهمی از اروندرود گذشتند و بصره را در محاصره درآوردند.
محاصرهٔ بصره سیزده ماه طول کشید و در این مدت کار بر سلیمان آقا و عمرپاشا و دولت عثمانی سخت شد و به باب عالی با فرستادن پاشایان دیاربکر و وان و موصل و دعوت شیخ عمان، هرچه کوشیدند که بصره را از راه خشکی یا دریا از محاصره نجات دهد توفیق نیافت. عاقبت سلطان عثمانی سر عمرپاشا را چنان‌که کریم‌خان خواسته بود به شیراز پیش خان زند فرستاد و تقاضای صلح کرد.
کریم‌خان فرستادهٔ سلطان را در شیراز سرگرم کرد تا شاید در این فاصله صادق خان بصره را مفتوح سازد. چنان‌که بالاخره هم سلیمان آقا در سال ۱۱۹۰ قمری تسلیم شد و بصره به دست صادق خان و ناصر خان آل مذکور مفتوح گردید. صادق خان پس از چهار ماه اقامت در بصره، علی محمد خان زند را در آن جا گذاشت و خود با سلیمان آقا به شیراز به خدمت برادر آمد.
در غیاب صادق خان قسمتی از اعراب خوزستان بر علی محمد خان حکمران بصره شوریدند و به وسیلهٔ انداختن آب در میان سپاه زندیه جمعی از ایشان را تلف کردند و حکمران زند نیز به دست غلام خود به قتل رسید. کریم‌خان بار دیگر صادق خان را در سال ۱۱۹۲ قمری به تنبیه اعراب سرکش و ضبط بصره روانه نمود. صادق خان یاغیان را سرکوب کرده و به بصره آمد و تا ماه صفر ۱۱۹۳ قمری در آن جا بود. در این تاریخ خبر فوت کریم‌خان به او رسید به شیراز حرکت نمود و چون بصره خالی ماند، ترکان عثمانی به سهولت آن جا را بار دیگر به تصرف خود درآوردند.

## مرگ و جنگ جانشینی

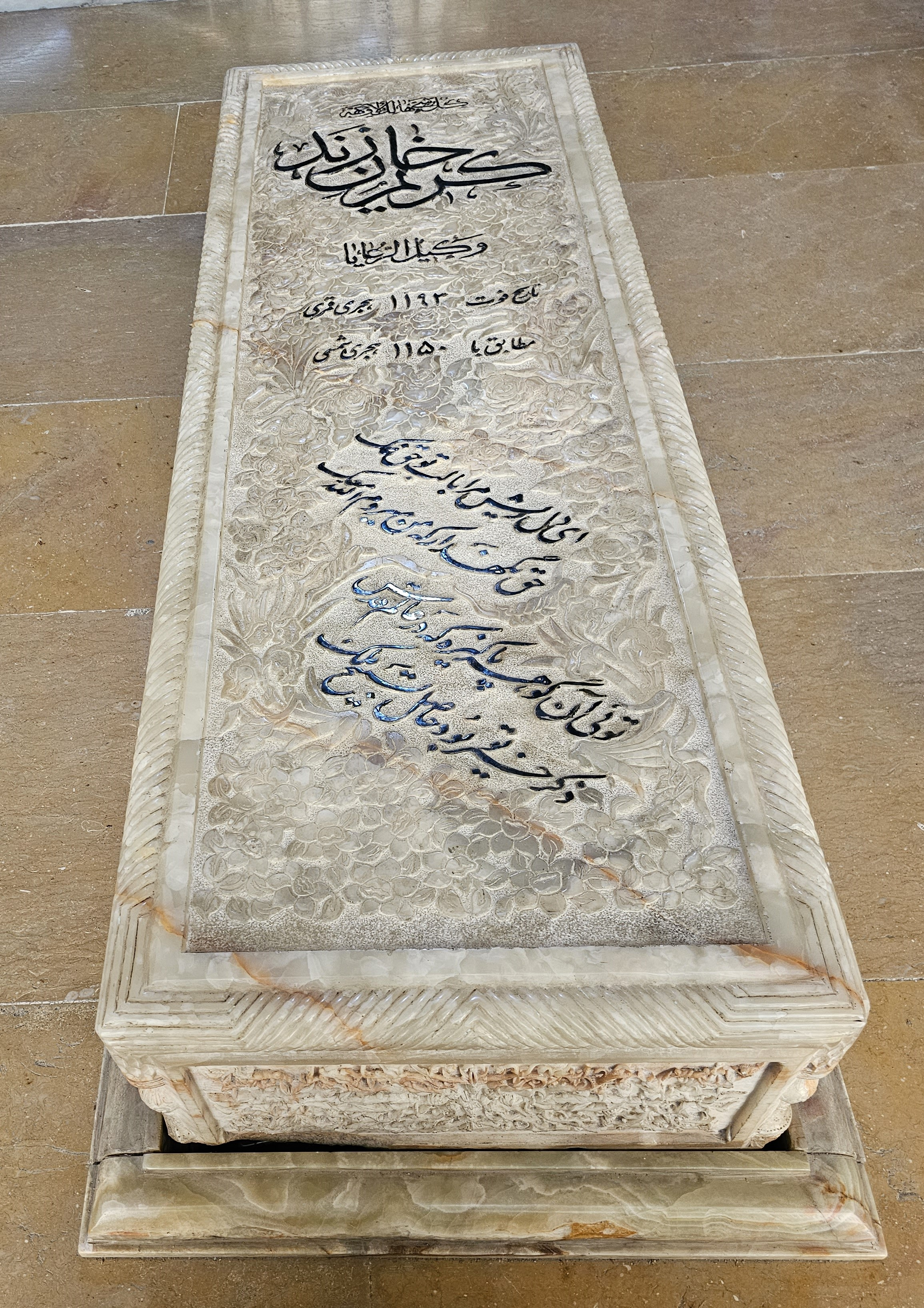
آرامگاه کریم‌خان زند در موزه پارس شیراز

کریم‌خان در اواخر زندگی به سل مبتلا شد. واقعهٔ قتل علی محمدخان و شورش اعراب و شورش‌هایی که در پاره‌ای از ولایات بر اثر انتشار خبر دروغی مرگ او بروز کرده بود، کریم‌خان را افسرده تر می‌کرد. در ۱۳ صفر ۱۱۹۳ قولنجی بر او دست داد و درگذشت. زمان حکومت کریم‌خان مجموعاً بالغ بر ۳۰ سال و هشت ماه بود. بلافاصله پس از مرگ کریم‌خان، سران زند در برابر هم صف‌آرایی کردند و پیش از خاک سپاری نبردی داخلی میان آن‌ها رخ داد. بزرگان زند برای اینکه عمل خود را موجه جلوه دهند، هریک زیر پرچم یکی از فرزندان کریم‌خان قرار گرفتند و برای رسیدن به قدرت، فرزندان وی را ابزار برتری‌جویی خود قرار دادند. رهبری یک گروه به عهده زکی‌خان و هم‌فکرانش بود که به حمایت از محمدعلی‌خان پسر دوم کریم‌خان برخاستند و رهبری گروه مقابل بر عهدهٔ نظرعلی‌خان، سردار زند، و هم‌رزمانش بود که به حمایت از ابوالفتح‌خان پسر بزرگ کریم‌خان، گرد او جمع شدند. درگیری میان این دو گروه سه روز طول کشید و سرانجام زکی‌خان توانست با حیله و نیرنگ نظر علی‌خان، رهبر گروه مخالف را به قتل برساند و قدرت را به دست بگیرد. جسد کریم‌خان در عرض این سه روز، همچنان بر زمین مانده بود. پس از آن زکی‌خان و یارانش که بر اوضاع مسلط شده بودند، جنازهٔ وی را به آیین شاهنامه، در عمارت کلاه‌فرنگی در قبری که مطابق وصیت کریم‌خان برای خود ساخته بود، دفن کردند.
پس از چیرگی آقامحمدخان قاجار بر دودمان زند، به دلیل کینه‌اش به زندیه دستور به نبش قبر کریم‌خان داد و در ۱۸ شوال ۱۲۰۶ توسط رحمان خان یوزباشی استخوان‌های وی را از شیراز به تهران، پایتخت جدید ایران، منتقل کرد؛ استخوان‌های کریم‌خان در کاخ زیر پله‌های جنب عمارت نگارخانه دفن گردید. به گفتهٔ جان ملکم، دلیل نبش قبر و انتقال آن به کاخ این بود که آقامحمدخان «به خیال خود هر روز استخوان‌های دشمنان را پامال کرده باشد.». به عقیدهٔ مورخان، دلیل این کارِ آقامحمدخان، «خلق و خوی خاص او و عقده فروخورده روزگار اسارتش در شیراز» بود و «رفتار محترمانه و نیکی و خوش رفتاری کریم‌خان با او و خانواده‌اش هم در نرم شدن دلش اثری نداشت.»
پس از به قدرت رسیدن رضاشاه از دودمان پهلوی، وی که قصد اعادهٔ حیثیت از خاندان زند را داشت، دستور داد تا این استخوان‌ها از زیر پله ایوان خارج و به شیراز برده و دفن شود. این مراسم با حضور خود شاه و وزیر دربار عبدالحسین تیمورتاش در حضور تعدادی عکاس شروع شد و کارگران کندند و آخر به تعدادی استخوان رسیدند که آن‌ها را در سینی نقره قرار داده به حضور رضاشاه تقدیم کردند.

## خانواده

### ازدواج و همسران
خدیجه بیگم همسر اول کریم خان زند و عمه آقا محمدخان قاجار و دختر فتحعلی‌خان قاجار رئیس طایفه قاجار بود.
قدم خیر (جیران)، همسر دوم کریم خان زند و خواهر اقبال خان کلهر (جد بزرگ خاندان اقبالی) و دختر علی خان کلهر رئیس ایل کلهر بود.
کریم خان سه همسر دیگر نیز داشت که اطلاعاتی از آنها وجود ندارد.
فرزندان
- ابوالفتح‌خان در سال ۱۱۶۹ قمری از مادری قوچانی متولد شد او پس از سلطنت کور شد و در سال ۱۲۰۱ قمری درگذشت.

- محمدرحیم‌خان در سال ۱۱۷۳ قمری از مادری اصفهانی متولد شد و در۲۲ جمادی الثانی ۱۱۹۱ درگذشت.

- محمدعلی‌خان در سال ۱۱۷۴ قمری از مادری یهودی که اسلام آورده بود متولد شد، او به دست علیمرادخان زند کور شد و  پس از سال ۱۲۰۶ قمری درگذشت.

- محمدابراهیم‌خان در سال ۱۱۸۲ قمری متولد شد او به دست علیمرادخان زند کور شد و بعدها به دستور آقا محمدخان قاجار به ساری تبعید شد و در اواخر عمرش به کربلا رفت. محمدابراهیم‌خان ذوق شعر داشت و تخلصش «انور» بود و در سال ۱۲۱۶ قمری در نهاوند درگذشت.

- پری‌جهان‌خانم در سال ۱۱۹۶ قمری با علیمرادخان زند ازدواج کرد.

- خانم‌کوچک، همسر ابراهیم‌خان پسر صادق‌خان زند.

- بی‌بی‌کوچک، همسر احمدمرادخان پسر علیمرادخان زند.[۹۴]

## سیاست

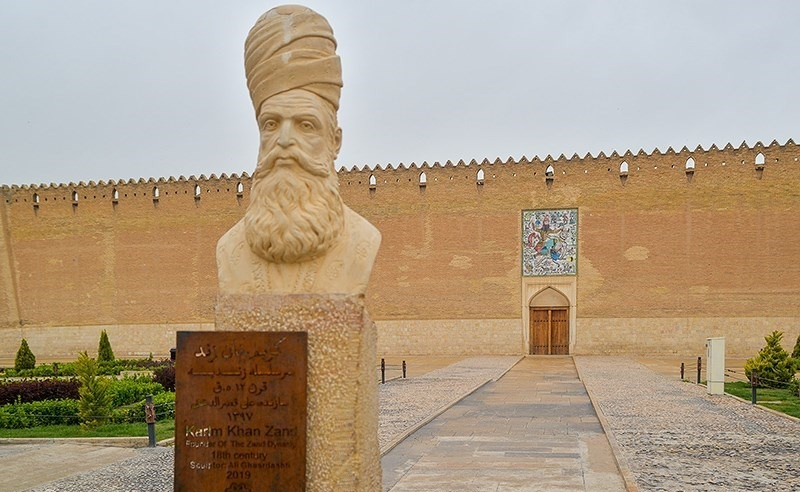
مجسمهٔ کریم‌خان در محوطه بیرونی ارگ کریم‌خان

کریم‌خان بر روی هم یکی از پادشاهان خوب و خوش‌سیرت ایران است؛ مردی رعیت‌دوست و خوش‌رفتار بود و خالی از حس کینه‌کشی و سخت‌کشی. او ساده می‌زیست و به تکلفات و زندگانی و دستگاه و جاه و جلال سلطنتی زیاد علاقه نداشت و حتی از قبول عنوان شاه و سلطان نیز احتراز می‌جست و خود را در تمام عمر وکیل‌الرعیا خواند. او را نیکوترین فرمانروا پس از حمله اعراب به ایران دانسته‌اند.
کم‌کم با سود بردن از جو به هم ریخته پس از مرگ نادر، کریم‌خان نیرویی به هم زد و پس از چندی با دو خان از ایل بختیاری به نام‌های ابوالفتح خان آسترکی و علیمردان خان ائتلافی فراهم ساخت و کسی را که از سوی مادری از خاندان صفوی می‌دانستند، به نام ابوتراب میرزا را به شاهی برگزیدند. در این اتحاد علیمردان خان نایب‌السلطنه بود و ابوالفتح خان بختیاری حاکم اصفهان و کریم‌خان نیز سردسته سپاه بود. اما چندی که گذشت علیمردان خان بختیاری، ابوالفتح‌خان بختیاری را کشت و بر دیگر همراهش کریم‌خان هم شورید ولی سرانجام پیروزی با کریم‌خان بود. چندی هم با محمد حسن خان قاجار دیگر مدعی پادشاهی ایران درگیر بود که سرانجام سربازانش محمد حسن خان را در حالی که رو به گریز بود کشتند. او بازمانده افغان‌های شورشی را نیز یا تار و مار کرد یا آرام نمود. سر انجام با لقب وکیل الرعایا (نماینده مردم) در ۱۷۵۰ میلادی به فرمانروایی بخش بزرگی از ایران به جز خراسان رسید که آن را به احترام نادرشاه در دست نوه او شاهرخ‌میرزا باقی گذاشت.
کریم‌خان هوشمند و باتدبیر بود و به آرامش و رفاه مردم اهمیت می‌داد و به دانشمندان ارج می‌گذاشت. وی کارخانه‌های چینی‌سازی و شیشه‌گری در ایران احداث کرد. صنایع و بازرگانی در دوره وی رونق فراوان یافت. با این وجود غربیان وی را «پادشاهی بزرگ» نمی‌دانستند چرا که در دورهٔ زمامداری او به بیگانگان امتیازی داده نشد؛ البته او خود نیز چنین ادعایی نداشت و خود را وکیل الرعایا می‌خواند. کریم‌خان با توجه به پیشه‌اش که سرپرستی ایل بود از نزدیک با مشکلات مردم آشنا بود و سپس سپاهی‌گری آن هم در ارتش نادری، که درگیر جنگ‌های پیاپی بود به او نشان داد که بار جنگ‌های پیاپی به دوش خراج مردم است؛ پس، بیشتر آرامش و درگیر نکردن کشور در درگیری‌ها را می‌پسندید تا مبادا آشوب یا جنگی به کشور و مردم آسیب برساند.
محمدهاشم آصف که خود در زمان زندیه می‌زیسته است در خصوص رونق دوره کریم‌خان زند چنین سروده است.
| اگر چه لری صادق و ساده بود |  | ز نامردی و ننگ آزاده بود   |
| غلامان وی هر یک خسروی      |  | بر همتش خرمنی چون جُوی      |
| به فن ریاست بُدی مجتهد      |  | به ارباب دانش بُدی معتمد    |
| به عدل و به انصاف داور بُدی |  | مربی شرع پیَمبر بُدی         |
| من گندم و جو به عهد کریم   |  | بهایش بُدی پنج قیراط سیم    |
| در آن عهد بی برکتی مات بود |  | جهان پر ز نعما و برکات بود |

## در رسانه‌ها
سرزمین من و نقابداران یک مجموعه تلویزیونی محصول سال ۱۳۷۳ به کارگردانی مرتضی جعفری بود که از شبکه یک پخش می‌شد. در بخشی از سریال، کریم‌خان زند درخواست دیدار مستر مور رئیس کمپانی هند شرقی در خلیج فارس را نپذیرفت و تلاش خود را برای بیرون راندن آنها از ایران به کار گرفت. در این سریال پرویز پورحسینی در نقش کریم‌خان زند بازی می‌کرد.
کریم‌خان زند نیز یک سریال تلویزیونی محصول سال ۱۳۸۰–۱۳۷۹ به کارگردانی و نویسندگی محمدرضا ورزی بود که از شبکه یک پخش می‌شد. این مجموعه به زندگی کریم‌خان زند از زمان تولد تا هنگام مرگ او می‌پرداخت و زندگی خصوصی و اجتماعی وی و نیز وضعیت مردم آن دوره را به لحاظ سیاسی و اجتماعی، مورد بررسی قرار می‌داد.

## نگارخانه

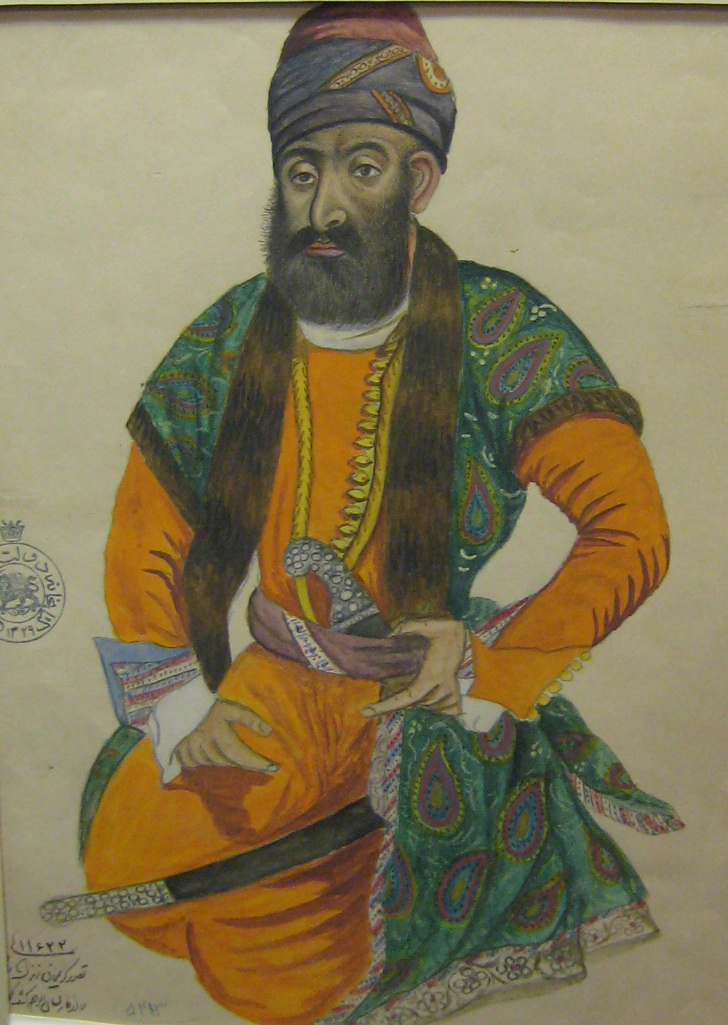
نگاره‌ای از کریم‌خان زند
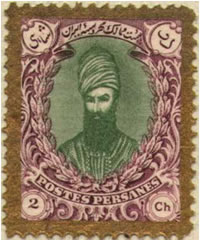
کریم‌خان زند بر روی تمبر ۲ شاهی که عنوان پست ممالک محروسه ایران در بالای آن درج شده است.
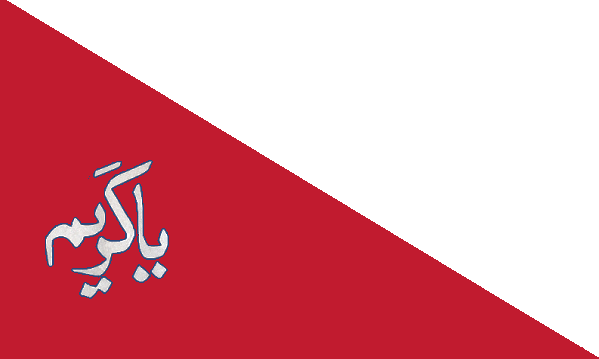
پرچم ایران در دوره کریم‌خان زند با متن: «یاکَریم»